# Agoncillo (Batangas)
Agoncillo (Bayan ng Agoncillo - Municipalidad de Agoncillo) es un municipio filipino de cuarta categoría, situado en la parte sur de la isla de Luzón. Forma parte del Primer Distrito Electoral de la provincia de Batangas situada en la Región Administrativa de Calabarzón, también denominada Región IV-A. Cuenta con una población, según el censo de 2010, de 35.794 almas.

## Geografía
El municipio de Agoncillo se encuentra a unos 120 km de Manila, un viaje de unas dos horas por la pintoresca ruta de la autopista por la cordillera de Tagaytay y el río Diokno. Está a 32 km de la ciudad de Batangas, la capital provincial.
Tiene una forma sensiblemente rectangular, limitando al este con las orillas del lago Taal a lo largo de 10 km, al sur con la municipalidad de San Nicolás y la de Taal, a lo largo del río Pansipit que sirve de desaguadero del lago Taal en la bahía de Balayán. Al oeste limita con Lemery y al norte con Laurel.

### Barangayes (barrios)
El municipio de Agoncillo se divide, a los efectos administrativos, en 21 barangayes o barrios, conforme a la siguiente relación:
- Adia
- Agoncillo Población (capital municipal)
- Bagong Sikat
- Balangon
- Banyaga
- Bilibinwang
- Bangin
- Barigon
- Coral na Munti
- Guitna
- Mabini
- Pamiga
- Panhulan
- Pansipit
- Pook
- San Jacinto
- San Teodoro
- Santa Cruz
- Santo Tomas
- Subic Ibaba (Subic de abajo)
- Subic Ilaya (Subic interior)

### Demografía
La mayoría de los habitantes de Agoncillo son tagalos. En los últimos años, ha habido un notable aumento de bisayas en algunos barangays. Por ello, aunque el principal es el idioma tagalo, un número significativo ahora habla cebuano. Un pequeño número de familias que hablan español y muchos, entre la clase educada, puede hablar inglés.
| Gráfica de evolución demográfica de Agoncillo de Batangas (municipio) entre 1990 y 2010 |
|                                                                                         |
| Fuente: National Statistics Office                                                      |

### Gobierno local

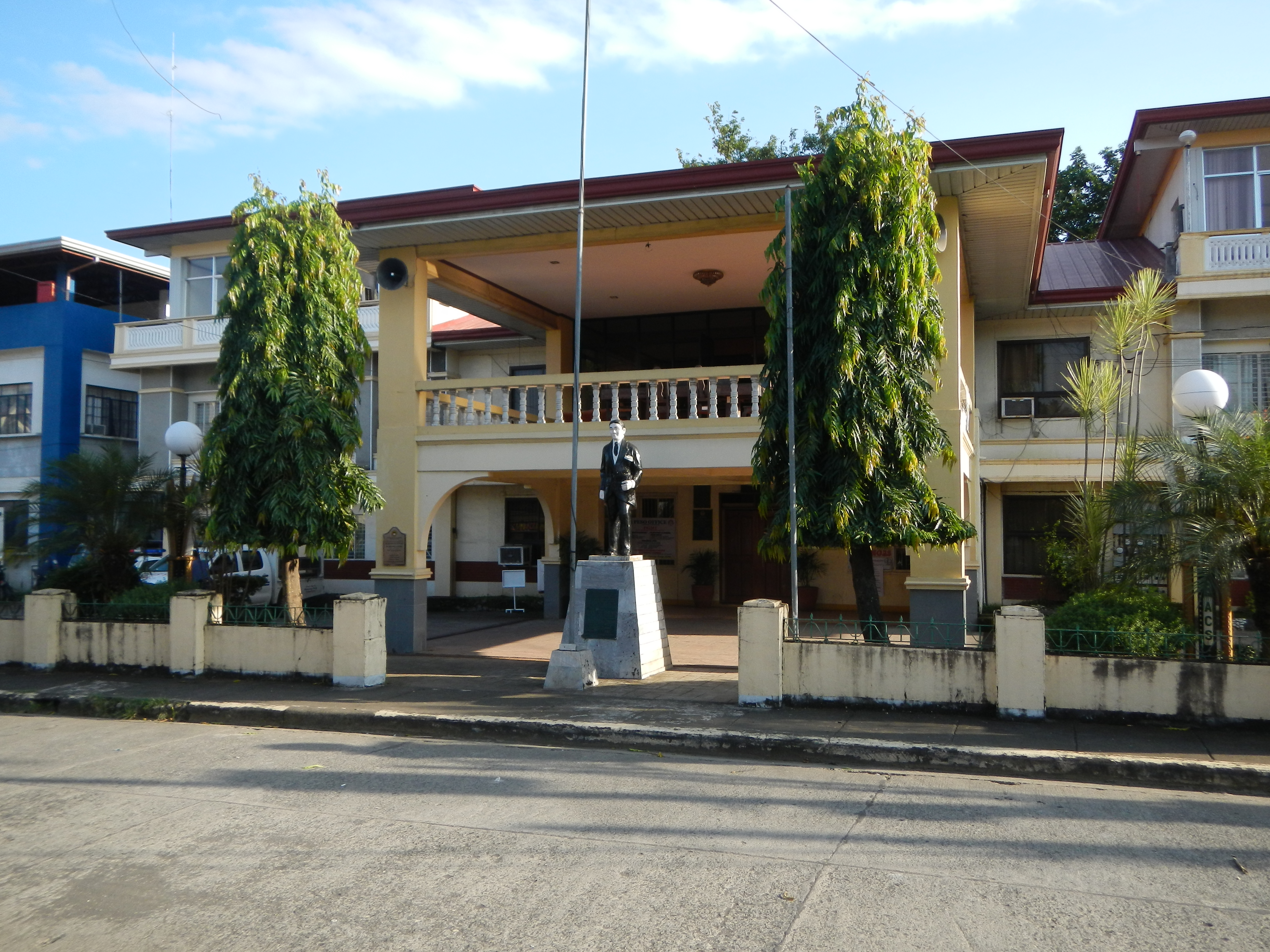
Ayuntamiento de Agoncillo, en el barangay Agoncillo Población.

El concejo municipal (Sangguniang Bayan) actual fue elegido en las elecciones de 2013 y su término expira en 2016. El alcalde es Daniel D. Reyes, y Domingo C. Encarnación es el vicealcalde y presidente del Sangguniang Bayan, compuesto por los concejales May Lacap-Martinez, Leonarda A. Enríquez, Constantino V. Hernández, Edgar C. Carignal, Rosemelyn R. Fajardo-Roque, Alberto Reyes, Aaron R. B. Mendoza y Nolasco C. Balba.

## Historia
Durante la Segunda Guerra Mundial, las fuerzas armadas imperiales japonesas entraron en las localidades de Agoncillo, entonces en el municipio de Lemery.
Durante la batalla por la liberación de Batangas entre 1944 y 1945, las tropas filipinas locales de la 4ª, 42ª, 43.ª y 45ª División de Infantería del Ejército de la Mancomunidad filipina y el 4º Regimiento de Infantería de la Policía de Filipinas pelearon mano a mano y recuperaron los barrios de Agoncillo, con la ayuda de guerrilleros locales, y derrotaron a las fuerzas imperiales japonesas, poniendo fin a la Segunda Guerra Mundial en Filipinas.
El municipio de Agoncillo era originalmente una parte del de Lemery. En 1945, un comité ejecutivo se formó por el primer alcalde nombrado de Agoncillo, Jacinto Mendoza (Sénior), para preparar una resolución que pediría al Secretario del Interior en el Palacio de Malacañán, a través de la Junta Provincial de Batangas, separar once barrios de Lemery y crear un nuevo municipio.
En virtud de una orden ejecutiva emitida por el Presidente Elpidio Quirino, se creó la municipalidad de Pansipit. Sin embargo, el consejo municipal de Lemery aprobó una resolución solicitando la revocación y suspensión de dicha creación. Por lo tanto, otro decreto se aprobó a continuación para la realización de un plebiscito, y así determinar los verdaderos sentimientos de los residentes con respecto a la cuestión de la separación.
Por último, el 17 de abril de 1949, la Orden Ejecutiva N.º 212 fue emitida por el presidente Quirino, que levantó la suspensión y, por tanto, se autorizó la organización inmediata de la municipalidad con el nombre de Agoncillo, en honor a don Felipe Agoncillo, natural de Taal y uno de los primeros filipinos representantes en las Cortes españolas.